# The Album (álbum de Caravan)
The Album es el noveno álbum de estudio de la banda británica de rock progresivo Caravan.

## Historia
Caravan finalizó los setenta con diversos problemas y solo la llegada del antiguo mánager Terry King resolvió el retorno del grupo grabando este nuevo discos tras tres años sin editar nada nuevo. La entrada en esta nueva década de los años 80 esta alejada del rock progresivo de sus primeros discos. Las canciones son optimistas, simples melodías, pop-disco  y muy variadas, incluso se atreven con un tema "reggae". El tema "Heartbreaker"  tuvo cierto éxito en listas.

## Lista de canciones
Lado A
1.	"Heartbreaker"  	Pye Hastings	3:38
2.	"Corner of Me Eye"  	Geoff Richardson	3:39
3.	"Watcha Gonna Tell Me"  	Dave Sinclair	5:48
4.	"Piano Player"  	John Murphy, Dave Sinclair	5:23
5.	"Make Yourself at Home"  	Dave Sinclair	3:27
Lado B
1.	"Golden Mile"  	Jim Atkinson	3:11
2.	"Bright Shiny Day"  	Pye Hastings	6:19
3.	"Clear Blue Sky"  	Geoff Richardson	6:25
4.	"Keepin' Up the Fences"  	Pye Hastings	5:21

## Créditos

### Caravan
- Pye Hastings: Voz y guitarras.
- Richard Coughlan: Batería, percusión.
- David Sinclair: Teclados, voces.
- Geoffrey Richardson: Viola, Guitarras, Flauta, Sitar, Mandolina, Voces
- Dek Messecar: bajo, Voces.

### Músicos adicionales
- Stephen W. Tayler – Ingeniero de sonido, mezclas.
- Ian Morais – Ingeniero de sonido, mezclas
- Terry King – Producción.